# Cambridge (Minnesota)
Cambridge é uma cidade localizada no estado americano de Minnesota, no Condado de Isanti.

## Demografia
Segundo o censo americano de 2000, a sua população era de 5520 habitantes.
Em 2006, foi estimada uma população de 7377, um aumento de 1857 (33.6%).

## Geografia
De acordo com o United States Census Bureau tem uma área de
16,2 km², dos quais 16,0 km² cobertos por terra e 0,2 km² cobertos por água. Cambridge localiza-se a aproximadamente 293 m acima do nível do mar.

## Localidades na vizinhança
O diagrama seguinte representa as localidades num raio de 20 km ao redor de Cambridge.